# Сепаратизм в Испании

Сепаратистские движения в Испании
1. Галисия
2. Астурия
3. Леон
4. Кантабрия
5. Страна Басков и Наварра
6. Арагон
7. Каталония, Валенсия и Балеарские острова
8. Кастилия
9. Андалусия
10. Канарские острова

Сепаратизм в Испании — явление, вызванное стремлением ряда этнических групп, компактно проживающих на территории Испании и её заморских территорий, к образованию независимых национальных государств. Наиболее известны и активны сепаратистские движения Страны Басков и Каталонии.

## На основной территории
Сепаратизм на основной территории:

### Страна Басков
Баскская сепаратистская организация ЭТА основана в 1959. Заявляла о себе как о социалистическом движении басков за национальное освобождение, вела борьбу за создание независимого государства басков из семи населённых ими провинций (четырёх в Испании и трёх во Франции). В 2011 году данная группировка объявила о прекращении вооружённого противостояния. Частично это связано с арестом главарей, а также крупных арсеналов объединения французскими и испанскими спецслужбами, частично с потерей хорошей репутации.

### Каталония
Идея каталонского сепаратизма предполагает отделение всех каталонских земель от Испании и Франции. Каталонский сепаратизм сильно подпитывается тем, что их регион отдаёт государству значительную часть своего дохода, обеспечивая до четверти бюджета Испании, в то время как некоторые проекты в самой автономии не реализуются.

### Окситания
На территории Окситании действует движение за объединение исторической области в рамках единого государства. Позиции движения крайне слабы и оно действует в основном на культурном уровне, занимаясь защитой и популяризацией окситанского языка.

### Валенсия
Движение за независимость территории в рамках автономного сообщества Валенсия представлено несколькими партиями, но реальной политической силы не имеет, проигрывая даже каталонскому государству. Основным элементом валенсийской идентичности заявляется валенсийский язык, весьма близкий к каталанскому.

### Галисия
Ряд партий Галисии выступают как за независимость, так и за расширение автономии. По результатам опроса общественного мнения 2002 и 2005 годов за независимость выскалазось 3 % и 10 % населения соответственно. Поддержка расширения автономии выше, 27 % по результатам опроса 2002 года.

### Андалусия
Несколько партий отстаивают расширение автономии, за отделение выступают отдельные маргинальные группы.

### Арагон
Несколько маргинальных организаций выступает за независимость. По результатам опроса 2002 года 1,2 % респондентов заявили, что рассматривают возможность отделения.

## В Африке

### Канарские острова
Слабое стремление к независимости.